# پرنده آهنین
پرنده آهنین فیلمی به کارگردانی علی شاه حاتمی و نویسندگی سیروس تسلیمی محصول سال ۱۳۷۰ است.

## خلاصه داستان
شایع می‌شود که ناصر، خلبان هلی کوپتر، در یک عملیات جنگی کشته شده‌است. بهروز دوست ناصر، که در موقع زخمی شدن ناصر گریخته، درصدد است که نظر فرشته، همسر ناصر، را برای ازدواج جلب کند؛ اما منصور فرزند دوازده ساله ناصر، با ازدواج مادرش و بهروز مخالف است. منصور معتقد است که پدرش زنده است و روزی باز خواهد گشت و از بهروز انتقام خواهد گرفت. در لحظاتی که امکان ازدواج فرشته و بهروز فراهم شده ناصر، که معلول است، بازمی‌گردد و در کنار همسر و فرزندش زندگی جدیدی را آغاز می‌کند. او مقام‌های نیروی هوایی ارتش را متقاعد می‌کند که در یک مانور شهری هدایت هلی کوپتری را به عهده بگیرد. ناصر موفق می‌شود به کمک بهروز و دوستی دیگر هلی کوپتری را که دارای نقص فنی است هدایت کند.

## بازیگران
- گوماتا ریاحی
- رؤیا نونهالی
- جمشید گرگین
- فتحعلی اویسی
- هما مشکین
- هدایت اله نوید
- حمیدرضا هاشمیان
- پریسا ایمانی
- محمود علیقلی
- ناصر فروغ
- صدیقه کیانفر
- فتانه آصف نخعی
- محمدرضا گودرزی
- فریدون ابوضیاء
- کاوه ابوضیاء
- اصغر عباسی
- رضا حسینی
- محمدحسن باقری
- شاهد علیقلی
- سعید قائمی
- مینا فراهانی
- عباس کوشا